# Nintendo European Research & Development
Nintendo European Research & Development (ou NERD), anteriormente conhecida como Mobiclip e Actimagine /ˈɑːktᵻmədʒiːn/, é uma subsidiária da Nintendo localizada em Paris que desenvolve tecnologias de software e middleware para plataformas da Nintendo.

## Lista de tecnologias desenvolvidas pela NERD
- Codecs de vídeo Mobiclip para Smartphone / Game Boy Advance / Nintendo DS / Nintendo 3DS / Wii / Wii U
- Reprodutor de Mídia para Wii U Internet Browser
- Wii U Chat (Co-desenvolvido c/ Nintendo Software Technology e Vidyo)
- Emulador de NES para NES Classic Edition

Descrito na página inicial da NERD:
- Emulador de Nintendo DS no Wii U
- Display 3D super estável no New Nintendo 3DS
- Jogos de Wii descarregáveis na Wii U eShop